# Jozy Altidore
Josmer Volmy „Jozy” Altidore (n. 6 noiembrie 1989) este un fotbalist american legitimat la Toronto și component al echipei naționale a Statelor Unite ale Americii.